# Pic rubin
Veniliornis callonotus
Espèce
Statut de conservation UICN

 LC  : Préoccupation mineure
Le Pic rubin (Veniliornis callonotus) est une espèce d'oiseau de la famille des Picidae. Son aire de distribution s'étend sur la Colombie, l'Équateur et le Pérou.

## Liste des sous-espèces
- Veniliornis callonotus callonotus (Waterhouse, 1841)
- Veniliornis callonotus major (Berlepsch & Taczanowski, 1884)